# Max Plaut (Jurist, 1901)
Max Plaut (geboren 17. Oktober 1901 in Sohrau; gestorben 8. März 1974 in Hamburg) war ein deutscher Jurist, Ökonom und jüdischer Verbandsfunktionär.

## Leben
Plaut musste nach dem Ersten Weltkrieg seine Schullaufbahn unterbrechen, da seine Eltern 1919 im Zuge der Aufstände in Oberschlesien ihre Heimat verließen und nach Hamburg zogen. Plaut war in einem Freikorps unter Manfred von Killinger Teilnehmer an den Kämpfen um Sankt Annaberg. Anschließend beendete er in Marburg seine Schullaufbahn mit dem Abitur am Gymnasium Philippinum. Ab 1922 lebte er in Hamburg bei seinen Eltern, wo sein Vater Raphael Plaut das Deutsch-Israelitische Waisenhaus führte. Nach einer Ausbildung zum Bankkaufmann beim Bankhaus Warburg absolvierte er ein Studium der Rechtswissenschaft und Nationalökonomie an den Universitäten Hamburg, Rostock (Februar 1927-August 1928), Freiburg und Paris und beendete sein Studium mit Promotionen zum Dr. rer. pol. und Dr. jur. Bis 1930 war er beim Bankhaus Warburg beschäftigt. Plaut war Mitglied der DDP.
Plaut leitete beim Central-Verein deutscher Staatsbürger jüdischen Glaubens die Deutsch-jüdische Jugend. Ab 1930 war er gewähltes Mitglied des Repräsentanten-Kollegs der aschkenasischen Gemeinde Hamburgs (Deutsch-Israelitische Gemeinde, DIG), wo er ab Anfang Januar 1933 hauptamtlich als Sekretär tätig war. Nach der Machtübernahme durch die Nationalsozialisten wurde Plaut mehrmals festgenommen und misshandelt, auch wegen seiner Zugehörigkeit zur Loge B’nai B’rith und im Zuge der Novemberpogrome. Anfang Dezember 1938 wurde Plaut durch den Judenreferenten Claus Göttsche von der Staatspolizeileitstelle Hamburg zum Leiter des Jüdischen Religionsverbandes e. V., dem zwangsweisen Nachfolger der jüdischen Gemeinden Altonas, Hamburgs (DIG und sfardische Gemeinde), Harburgs und Wandsbeks ernannt.

„Auf Grund § 1 der Verordnung zum Schutze von Volk und Staat vom 28. Februar 1933 werden Sie hiermit beauftragt, für die nächste Zeit die Geschäfte des Jüdischen Religionsverbandes e. V. unter eigener Verantwortung zu führen. Entgegenstehende Bestimmungen der Satzungen werden vorläufig außer Kraft gesetzt. Sie sind der Geheimen Staatspolizei, Staatspolizeileitstelle Hamburg, für eine einwandfreie Geschäftsführung verantwortlich. Über die von Ihnen geplante Geschäftsordnung und Geschäftsverteilung haben Sie einen Plan nach hier zu geben. Außerdem werden Sie hiermit zum Vorstand aller jüdischen Organisationen für die nächste Zeit ernannt. Dieser Auftrag gilt bis zum Widerruf. Für die Geldbedürfnisse des Verbandes haben Sie Beiträge zu erheben. Zur Finanzierung einer geregelten Auswanderung sind Sie befugt, von auswandernden Juden eine Sonderabgabe zu verlangen. Über die eingezogenen Beträge ist hier Rechnung zu legen.“

Nach Entstehung der Reichsvereinigung der Juden in Deutschland im Juli 1939 wurde er in Personalunion Leiter deren Bezirksstelle Nordwestdeutschland; sein Stellvertreter war zunächst Berthold Simonsohn, zuletzt Leo Lippmann. In dieser Funktion war er auch für die Belange der Juden in Schleswig-Holstein und Niedersachsen zuständig. Plaut unterstützte mit Hilfe des Bankhauses Warburg Juden bei ihrer Ausreise, musste auf Bitten der Reichsvereinigung die Vermögensangelegenheiten der ins Generalgouvernement (GG) deportierten Juden aus dem Regierungsbezirk Stettin regeln und konnte die Deportation der ostfriesischen Juden ins Generalgouvernement verhindern.
Plaut konnte zunächst seine Mitwirkung bei der Erstellung von Transportlisten für die Deportation der Hamburger Juden verhindern, später wurden Plaut und seine Mitarbeiter dazu durch das Judenreferat der Hamburger Gestapo gezwungen. Durch Bestechung von Gestapobeamten des Judenreferats konnte er erreichen, dass ältere jüdische Schutzhäftlinge vom Polizeigefängnis Fuhlsbüttel zunächst in ein jüdisches Altersheim ziehen konnten und erst später deportiert wurden.
Nach dem Ende der Reichsvereinigung konnten  nach mehrmonatiger Internierung Plaut als „langjähriger Zionist“, seine Mutter und weitere Personen  mit Sondergenehmigung im Tausch gegen Auslandsdeutsche im Juli 1944 von Wien aus mit dem Zug über die Türkei nach Palästina ausreisen. Die letzten 30 Mitarbeiter von Plauts Dienststelle wurden mit über 70 weiteren Personen am 23. Juni 1943 in das Ghetto Theresienstadt deportiert, unter ihnen befanden sich Fanny David und Käthe Starke-Goldschmidt.
Nach Kriegsende ging er 1946 die Ehe mit Ruth Jacobson ein und zog 1950 nach Bremen, wo er den stellvertretenden Vorsitz der dortigen Jüdischen Gemeinde übernahm. Ein Bericht Plauts über die Judenverfolgung im Nationalsozialismus wurde im Eichmann-Prozess genutzt. Von 1959 bis 1965 war er Mitglied der deutschen UNESCO-Kommission. Seit 1965 lebte er wieder in Hamburg und war ab 1971 Präsident der Lessing-Akademie in Wolfenbüttel. Er engagierte sich für die christlich-jüdische Verständigung (s. Kirchen und Judentum nach 1945).